# Max-Paul Engelmeier

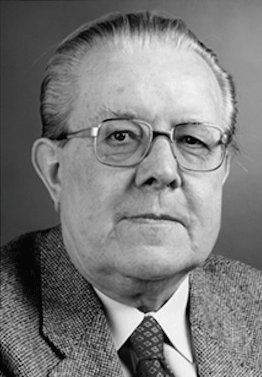
Max-Paul Engelmeier

Max-Paul Engelmeier (* 30. März 1921 in Münster; † 26. Dezember 1993 ebenda) war ein deutscher Psychiater und Hochschullehrer.

## Leben
Max-Paul Engelmeier wurde 1921 als Sohn des Juristen und Politikers Paul Engelmeier geboren. Er besuchte das Realgymnasium Münster und – nach der Amtsenthebung seines Vaters durch die Nationalsozialisten 1933 – Schulen in Heidelberg und Telgte. 1940 absolvierte er die Reifeprüfung in Münster. Er studierte Medizin an den Universitäten Berlin, Würzburg, wo er 1943 das Physikum ablegte, Greifswald, Tübingen und Münster. Im Kriegsdienst stieg er zum Feldunterarzt auf und wurde mit dem Eisernen Kreuz beider Klassen ausgezeichnet. Engelmeier erlitt einen Oberschenkelsteckschuss und geriet in Kriegsgefangenschaft. In einem Reservelazarett wurde er 1945 wegen respektlosen Verhaltens gegenüber den alliierten Truppen verhaftet und erst 1947 entlassen.
Vom 1. Dezember 1947 bis 1950 arbeitete er als Volontärarzt an der Provinzialheilanstalt Niedermarsberg. 1948 absolvierte er das Staatsexamen in Münster und promovierte 1949 ebendort. Ab 1950 arbeitete er an der Universitäts-Nervenklinik Münster. Er publizierte zunächst zu Themen der Psychopharmakologie, einem Gebiet, auf dem er sich 1957 auch habilitierte. 1963 wurde er zum außerplanmäßigen Professor ernannt.
Von 1965 bis 1985 war Engelmeier leitender Landesmedizinalrat und Direktor der Rheinischen Landes- und Hochschulklinik für Psychiatrie am Klinikum Essen und ordentlicher Professor für Psychiatrie an der Ruhr-Universität Bochum.
Ab 1958 entwickelte Engelmeier zusammen mit Dieter Bente, Kurt Heinrich, Hanns Hippius und Walter Schmitt ein Dokumentationssystem zur Systematisierung psychiatrischer Befunde (Psychopathologie), das nach dem Zusammenschluss dieser Gruppe mit entsprechenden Gruppen in der Schweiz und Österreich zur Arbeitsgemeinschaft für Methodik und Dokumentation in der Psychiatrie als AMDP-System im deutschsprachigen Raum große Verbreitung fand und teilweise bis heute Verwendung findet.
Er war 1960 einer der Gründer und bis 1983 Mitherausgeber der Zeitschrift Pharmakopsychiatrie – Neuropsychopharmakologie (heute: Pharmacopsychiatry).
Später wandte sich Engelmeier der Anthropologie und hier besonders den Berührungspunkten von Psychiatrie und Seelsorge zu. Seine größte öffentliche Wirksamkeit erreichte Engelmeier als Schlussredner des 82. Deutschen Katholikentags in Essen, der von Auseinandersetzungen zur Rolle und Autorität des kirchlichen Lehramtes – ausgelöst durch die Enzyklika Humanae Vitae des Papstes Paul VI. – geprägt war.

## Nachweise
1. ↑  Zur Toxikologie des Methylquecksilberbromid. 1949 (Dissertation, Universität Münster, 1949).
2. ↑  Vasoaktive Behandlung im Rahmen mehrdimensionaler Diagnostik und Therapie. Habilitationsschrift, Universität Münster, 1957 (unveröffentlicht).

| Personendaten    | Personendaten                            |
| ---------------- | ---------------------------------------- |
| NAME             | Engelmeier, Max-Paul                     |
| KURZBESCHREIBUNG | deutscher Psychiater und Hochschullehrer |
| GEBURTSDATUM     | 30. März 1921                            |
| GEBURTSORT       | Münster                                  |
| STERBEDATUM      | 26. Dezember 1993                        |
| STERBEORT        | Münster                                  |